# Indiai-óceán

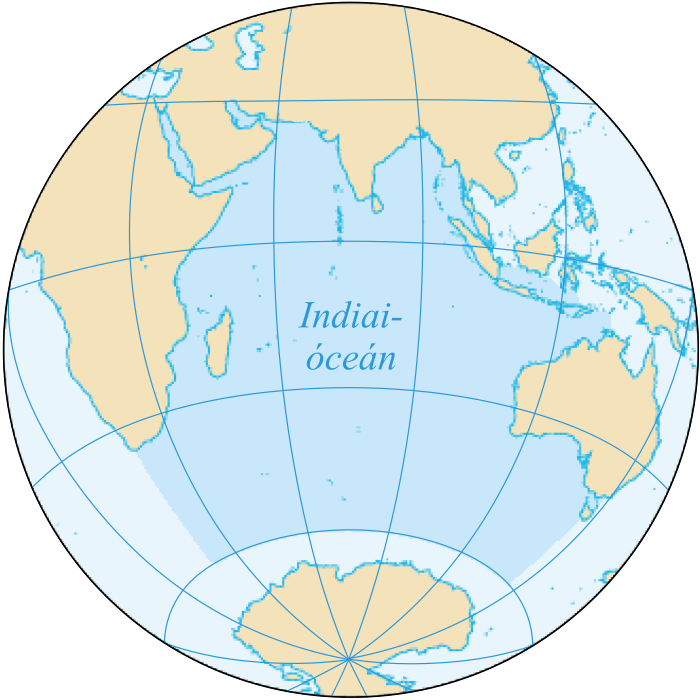
Az Indiai-óceán helyzete

Az Indiai-óceán a világtengerek egyike, a harmadik legnagyobb vízfelület a Földön. Nyugaton Afrika határolja, északon Ázsia, keleten a Szunda-szigetek és Ausztrália. Déli határa vitatott; némelyek az Afrika legdélibb pontját a Tasmania legdélibb pontjával összekötő egyenesen húzzák meg, mások a déli sarkkörön. Ezért területe sem egyértelmű: ha a 74 039 600 négyzetkilométert fogadjuk el, csaknem két és félszer akkora, mint Afrika.

## Kialakulása
Az óceán kialakulása a kora kréta korszakban kezdődött mintegy 130 millió éve, amikor a déli szuperkontinens Gondwana nyugati pereméről leszakadt és nyugat felé indult a mai Antarktisz, valamint Ausztrália és környékének őse, a Szahul őskontinens, a Gondwana maradéka és a Szahul között pedig kinyílt a Csendes-óceán déli medencéje. Kb. 10 millió évvel később vált le az indiai szubkontinens, és olyan gyorsan mozgott északkelet felé, hogy 70 millió éve már megközelítette az Egyenlítőt, Mozgása közben fokozatosan bezárta a Gondwana északkeleti részét Délkelet- Laurázsiától elválasztó Tethys-óceánt. Az óceánközépi hátságot elérve amentén, északnak haladt tovább, és kb. 50 millió éve ütközött össze Ázsiával, miközben Afrika nyugat felé sodródott. Ausztrália kb. 53 millió éve vált el az Antarktisztól, az Indiai-óceán 36 millió éve nyerte el jelenlegi formáját, ezért ez a legfiatalabb világtenger.

## Domborzata

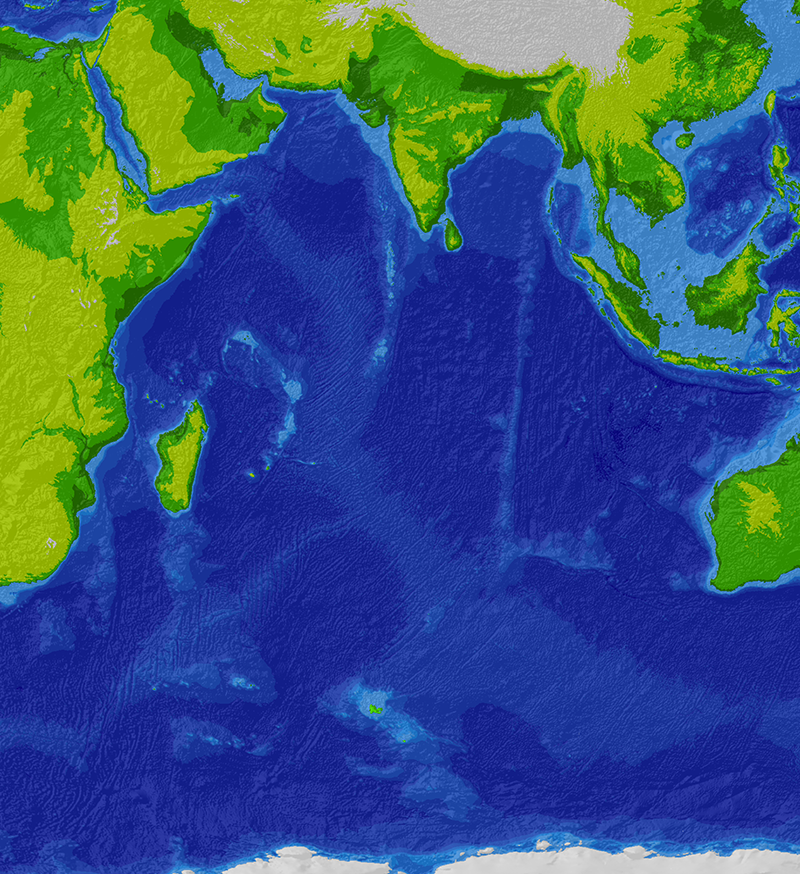
Az Indiai-óceán és környezetének domborzata

A kiterjedt és igen mély fenéksíkságoknak köszönhetően átlagos mélysége 3890 méter, amivel a Föld második legmélyebb óceáni medencéje. Térfogata mintegy 292 millió köbkilométer. Belső részein nincsenek mélytengeri árkok, csak keleti peremén húzódik az India–Ausztráliai-medence árokrendszere (Jávai-árok, Szunda-árok, Diamantina-árok). Itt vannak legmélyebb pontjai: a Jávai-árokban 7455 méter, a Diamantina-árokban 7102 m.
Az Indiai a legbonyolultabb felépítésű óceán. Hátságrendszere fordított Y alakú. Ennek délnyugati szára, az Atlanti–Indiai-hátság a Közép-Atlanti-hátság folytatása, és Madagaszkár partjaitól keletre húzódik délnyugat–északkelet csapással. Keleti szára, a Délkelet-Indiai-hátság a Tasmán-törésövtől indul és az Amszterdam-törésövig nyúlik északnyugatnak. A medence középső aljzatát két, párhuzamos észak–déli irányú hátság uralja:
- a Középső Indiai-óceáni-hátság és
- a Keleti Kilencvenes-hátság (ez onnan kapta nevét, hogy nagyjából a keleti szélesség 90°-án húzódik).

A Középső Indiai-óceáni-hátság szerkezeti felépítése igen bonyolult; északnak és északnyugatnak számos víz alatti hegylánccá seprűzik szét:
- - a Vema-törésövtől északnak tart az egyenes vonalú, vulkanikus Chagos–Lacadive-hátság (ennek csúcsai a Maldív-szigetek).
  - a Carlsberg-hátság szintén a Vema-törésövtől halad az Arab-félsziget felé, majd az Adeni-öbölben nyugatnak fordul, és egyik ága, a Nyugati Sheba-hátság, behatol a Vörös-tenger keskeny medencéjébe is.

A óceánt a hátságok hét nagyobb abisszális síkságra tagolják. Közülük a két legnagyobb az antarktiszi régióhoz sorolható Atlanti—Indiai-nagymedence, a Dél-Indiai-óceáni-nagymedence, amit ettől a Kerguelen-plató választ el.
A legmélyebb fenéksíkság a Wharton-medence a Keleti Kilencvenes-hátság, a Nagy Szunda-szigetek és Ausztrália között; ennek legmélyebb pontja 6839 méter mély. Közel ilyen mély az Afrika déli kontinentális talapzatával határos Natal-medence; ennek legmélyebb pontja 5972 méter. Az Atlanti- és az Indiai-óceán válaszvonala az Aghulas-fenéksíkságon át húzódik. Az ugyancsak mély Szomáli-fenéksíkság Kelet-Afrika kontinentális talapzata és a Carlsberg-hátság között fekszik. Nagy területű, de az előbb felsoroltaknál sekélyebb részmedence az óceán középső, egyenlítői vizei alatt elterülő Közép-Indiai-óceáni-medence.
A Mozambik és Madagaszkár közötti self sekély, széles. Az óceán északi partvidékén a self ugyancsak kivételesen széles; az Arab-tenger és a Bengáli-öböl a Föld két legnagyobb, folyami hordalékkúp selfje. Előbbit az Indus táplálja, utóbbit a Gangesz-Brahmaputra rendszer. E két folyam évente átlag 1,3 milliárd tonna üledéket terít szét e két peremtengerben. A Bengáli-öbölben a hordalékkúp már több mint kétezer kilométer hosszan nyúlik be az óceánba, a megsüllyedt üledékréteg vastagsága és egyes helyeken eléri a 15 000 métert. Az Arab-tengerből nyíló Perzsa-öblöt a Tigris és az Eufrátesz tölti fel.

### Szigetei
Az Indiai-óceánban kevés a sziget — nyugati, az Antarktisztól a Szokotra-szigetig, illetve az indiai küszöbig tartó részén valamivel több, mint a nagyobb és mélyebb keletin. Legnagyobb szigete, Madagaszkár geológiai értelemben Afrika része. A Comore-szigetek és a Mascarenhas-szigetcsoport tagjai (egyebek közt Réunion és Mauritius) a Madagaszkártól keletre húzódó Mascarenhas-plató tengerszint fölé emelkedő hegycsúcsai. Az Egyenlítőhöz közeli Seychelle-szigetek az indiai szubkontinensről szakadtak le, amikor az északnak vándorolt.
Óceánközépi hátsága csak néhány ponton éri el a tengerszintet:
- Prince Edward-szigetek,
- Amszterdam-sziget,
- Szent Pál-sziget.

### Peremtengerei
Nyugati, afrikai és keleti, ausztrál partvidéke egyaránt kevéssé tagolt. Az Ausztrália és Ázsia közötti szigettengert a sok kis résztengerrel a Csendes-óceán medencéjéhez számítjuk, ezért peremtengerei csak északon, Ázsia partvidékén vannak: 
- Arab-tenger,
- Bengáli-öböl,
- Andamán-tenger (az Andamán-szigetek és Thaiföld között).

Két különleges melléktengere a Perzsa-öböl és a Vörös-tenger:
- a Perzsa-öböl a jégkorszakban még szárazföld volt, és csak a Würm-glaciális után került víz alá. Átlagos mélysége 25 méter, a legmélyebb pontja 84 méter mély.
- A Vörös-tenger frissen szétnyíló, születő óceáni medence, az Afrikai és az Arábiai-lemez között.

## Vize
A három óceán közül az Indiaiban a legnagyobb a trópusi terület aránya, következésképp ennek a vize a legmelegebb is — nyugati része kevésbé, mint a keleti.
A víz szalinitása (sótartalma) többnyire 35,5–36 súlyezrelék, de peremein ettől szélsőségesen eltérhet. A sivatagi övben fekvő, sekély Perzsa-öböl keleti részén a sótartalom eléri a 45 súlyezreléket; ez a világtenger legsósabb, szuperhalin vize. Hasonló okokból a Vörös-tenger is túlsós; sótartalma 38 és 42 súlyezrelék között változik.

### Áramlatai

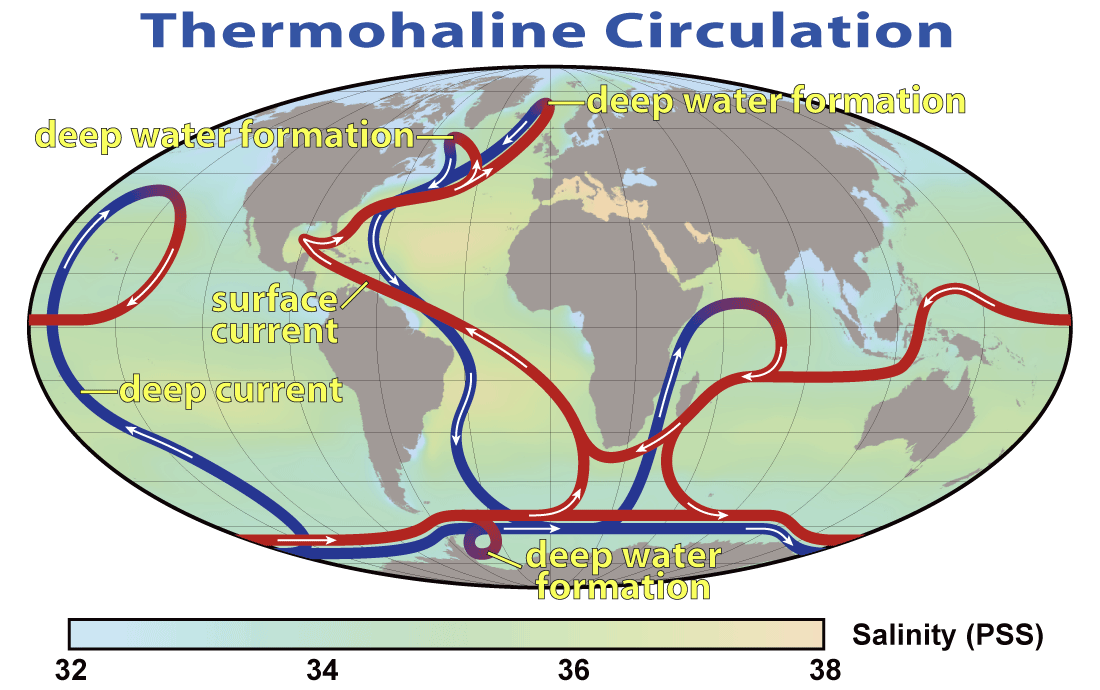
A globális óceáni szállítószalag

Az Indiai-óceánnak kevés áramlata van, mivel maga az óceán észak felé a trópusi övezeten túl nem folytatódik. Éppen ezért áramlatai csak kevéssé módosítják a partmenti éghajlatot. Afrika délnyugati partjaitól indul az Agulhas-áramlat, de még ennek sincs folyamatos melegítő hatása, mert Fokföldnél az áramlat melegebb vize összekeveredik a nyugatról érkező Benguella-áramlat egyik ágának hidegebb vizével.
Ez a világtenger egyetlen olyan része, amelynek északi részén az áramlási viszonyok félévenként a visszájukra fordulnak. Az északi partoktól a déli 10. fokig terjedő monszun övben az uralkodó szélirány félévenként változik. Az északi félgömb szerinti nyáron (májustól októberig) Ázsia fölött alacsony a légnyomás, és a monszunszelek nedves levegőt szállítanak Dél-Ázsia partjaihoz. Áprilisban az uralkodó szélirány még északnyugati, ám májustól délnyugatira. Ilyenkor a kelet-afrikai partokat az erőteljes Szomáliai-áramlás mossa. A nyári hónapokban a víztömeg keletre mozog; ez a Monszun-áramlás.
Télen északkeletire fordul a szélirány, ekkor Indonézia és Ausztrália kapja a csapadékot. Az Egyenlítővel párhuzamosan nyugatnak mozgó víz az Északi Egyenlítői-áramlat. Ez Szomáliánál éri el Afrika keleti partvidékét, ahol délre fordul, majd az Egyenlítő vonalában keletnek. Az így kialakuló Egyenlítői-ellenáramlat hömpölyögteti vissza a vizet a medence keleti részébe.
Egyenlítőtől délre az uralkodó nyugati passzátszelek miatt a vízkörzés az óramutató járásával ellentétes irányú.
A Broecker-féle globális óceáni szállítószalagnak két felszíni és egy mélyvízi ága, valamint egy hurka van az Indiai-óceánban.

## Jelentősebb kikötői
A Perzsa-öböl fúrószigeteiről óriás tankhajók szállítják a nyersolajat délre és keletre, Ausztráliából, Indiából és Dél-Afrikából vasércet szállítanak Japánba, Ausztráliából pedig szenet az Egyesült Királyságba.
Jelentősebb kikötők:
- Adelaide, Ausztrália
- Áden, Jemen
- Bombay, India
- Csittagong, Banglades
- Colombo, Ausztrália
- Darwin, Ausztrália
- Durban, Dél-Afrika
- Karacsi, Pakisztán
- Maputo, Mozambik
- Melbourne, Ausztrália
- Mombasa, Kenya
- Rangun, Mianmar
- Szingapúr, Szingapúr

### Halászat
Az Indiai-óceán élővilága igen gazdag, különösen a korallszigeteknél, tengeri szivacsok, rákok, tengeri sünök és csillagok és rengeteg apró de színes halak fordulnak elő tömegesen. A part menti mangroveerdők őrzik a biológiai egyensúlyt, és az víziállatok szaporodási helyéül szolgálnak. Legjelentősebb élőlények a rákok, csigák, medúzák, polipok, a halak közül leggyakoribb a repülőhal, a szardella, a tonhal, a vitorláshal és sok cápaféle. Az emlősök közül gyakori a dugong, a különféle cetek, delfinek és a fókák, a déli részeken pedig pingvinek élnek.
A feláramlási területek bőséges planktonmezői a legjobb halászterületek, az Arab-öbölben és Dél-afrika partjainál, garnéla, aligátorteknős és rájafélék, szardínia, makréla és szardella a gyakori zsákmány. A nyílt tengeren pedig a tonhalhalászat folyik.